# Panislamism

Stater med en muslimsk befolkningsandel på över 10%.
Grön: Sunni
Röd: Shia
Blå: Ibadi

Panislamism är en mer eller mindre systematisk strävan att ena alla bekännare av islam och som även vanligen syftar till muslimernas frigörelse från varje beroende av Europas kristna nationer. Panislamism är en politisk rörelse som uppstod på 1800-talet som reaktion  mot de kristna europeiska stormakternas imperialism.
Som panislamismens upphovsman räknas oftast Jamal al-Din al-Afghani (1838–97) och rörelsen understöddes bland andra av sultanen av det Osmanska riket Abdul Hamid II, (1876–1909) . Denne använde panislamismen som grund för sitt krav på ledarskapet inom den islamiska världen, men han blev avsatt av den ungturkiska rörelsen och kalifatet blev avskaffat 1924. Den arabiska nationalismen, panarabismen, trängde under den följande tiden den egentliga panislamismen i bakgrunden, men fick efter andra världskriget förnyad  dragningskraft.  Panislamismens idéer spelade till exempel en roll under avvecklingen av det brittiska kolonistyret i Asien.
Inom den arabiska världen är panislamismen fortfarande en av många religiösa/politiska strömningar .